# Таврійська сільська рада (Голопристанський район)
Таврі́йська сільська́ ра́да — адміністративно-територіальна одиниця та орган місцевого самоврядування в Голопристанському районі Херсонської області. Адміністративний центр — село Таврійське.

## Загальні відомості
- Територія ради: 4,466 км²
- Населення ради: 2 412 особи (станом на 2001 рік)

## Населені пункти
Сільській раді підпорядковані населені пункти:
- с. Таврійське
- с. Великий Клин

## Склад ради
Рада складається з 16 депутатів та голови.
- Голова ради: Ніконов Юрій Вікторович
- Секретар ради: Янковська Наталія Вікторівна

### Керівний склад попередніх скликань
| Прізвище, ім'я, по батькові | Основні відомості                                                 | Дата обрання | Дата звільнення |
| --------------------------- | ----------------------------------------------------------------- | ------------ | --------------- |
| Гапоненко Юрій Вікторович   | Сільський голова, 1972 року народження, безпартійний              | 26.03.2006   | 31.10.2010      |
| Ніконов Юрій Вікторович     | Сільський голова, 1965 року народження, освіта вища, безпартійний | 31.10.2010   |                 |

Примітка: таблиця складена за даними сайту Верховної Ради України

### Депутати
За результатами місцевих виборів 2010 року депутатами ради стали:

#### За суб'єктами висування
| Суб'єкт висування           | Кількість обраних депутатів | %    |
| --------------------------- | --------------------------- | ---- |
| Самовисування               | 7                           | 43,8 |
| Партія регіонів             | 6                           | 37,5 |
| Комуністична партія України | 3                           | 18,8 |

#### За округами
| № округу                    | Прізвище, ім'я, по батькові       | Дата визнання обраним | Освіта             | Партійна приналежність                        | Відомості про обраного депутата                                  |
| --------------------------- | --------------------------------- | --------------------- | ------------------ | --------------------------------------------- | ---------------------------------------------------------------- |
| Комуністична партія України |                                   |                       |                    |                                               |                                                                  |
| 6                           | Шевченко Павло Михайлович         | 04.11.2010            | вища               | член Комуністичної партії України             | пенсіонер                                                        |
| 8                           | Чередніченко Андрій Олександрович | 04.11.2010            | вища               | член Комуністичної партії України             | ТОВ ОДА «Безпека Сервіс», охоронець                              |
| 9                           | Піпаєв Микола Володимирович       | 04.11.2010            | вища               | член Комуністичної партії України             | ВАТ ім. Покришева, головний інженер                              |
| Партія регіонів             |                                   |                       |                    |                                               |                                                                  |
| 1                           | Пишненко Володимир Михайлович     | 04.11.2010            | середня            | член Партії регіонів                          | ВАТ ім. Покришева, завідувач                                     |
| 4                           | Костюк Олександр Миколайович      | 04.11.2010            | середня спеціальна | член Партії регіонів                          | Таврійська загальноосвітня школа, робітник по ремонту            |
| 11                          | Костюк Олена Василівна            | 04.11.2010            | вища               | член Партії регіонів                          | Таврійська загальноосвітня школа, директор                       |
| 12                          | Храмов Генадій Євгенович          | 04.11.2010            | середня            | член Партії регіонів                          | КП «Явір», слюсар сантехнік                                      |
| 13                          | Сєдін Анатолій Анатолійович       | 04.11.2010            | вища               | член Комуністичної партії України             | тимчасово не працює                                              |
| 16                          | Терещенко Володимир Іванович      | 04.11.2010            | середня            | член Партії регіонів                          | тимчасово не працює                                              |
| Самовисування               |                                   |                       |                    |                                               |                                                                  |
| 2                           | Макаренко Оксана Вікторівна       | 04.11.2010            | середня спеціальна | позапартійна                                  | Дитяча музична школа, викладач                                   |
| 3                           | Фенцель Лідія Дмитрівна           | 04.11.2010            | середня            | позапартійна                                  | тимчасово не працює                                              |
| 5                           | Янковська Наталія Вікторівна      | 04.11.2010            | середня            | позапартійна                                  | Таврійська сільська рада, секретар                               |
| 7                           | Сафонова Ірина Анатоліївна        | 04.11.2010            | середня спеціальна | позапартійна                                  | Таврійський дошкільний навчальний заклад «Струмочок», вихователь |
| 10                          | Сафонова Світлана Володимирівна   | 04.11.2010            | середня            | позапартійна                                  | тимчасово не працює                                              |
| 14                          | Карпенко Андрій Романович         | 04.11.2010            | середня спеціальна | позапартійний                                 | Церква с. Таврійське, священик                                   |
| 15                          | Кошикар Наталія Василівна         | 04.11.2010            | середня спеціальна | член Всеукраїнського об'єднання «Батьківщина» | фельдшерсько-акушерський пункт «Великий Клин», медсестра         |

## Населення
За переписом населення України 2001 року в селі мешкало 2400 осіб.

### Мова
Розподіл населення за рідною мовою за даними перепису 2001 року:
| Мова       | Відсоток |
| ---------- | -------- |
| українська | 83,25 %  |
| російська  | 15,75 %  |
| білоруська | 0,41 %   |
| молдовська | 0,33 %   |
| циганська  | 0,12 %   |
| німецька   | 0,04 %   |